# Varès
Varès település Franciaországban, Lot-et-Garonne megyében. Lakosainak száma 658 fő (2022. január 1.). Varès Hautesvignes, Fauillet, Gontaud-de-Nogaret, Grateloup-Saint-Gayrand, Tonneins és Verteuil-d’Agenais községekkel határos.

## Népesség
A település népessége az elmúlt években az alábbi módon változott:
| Lakosok száma | 420  | 618  | 680  | 645  | 622  | 650  | 671  | 671  | 663  | 658  |
|               | 1968 | 1982 | 1990 | 2006 | 2013 | 2015 | 2017 | 2019 | 2020 | 2022 |